# Refugio de Vida Silvestre Bosques Nublados de Udima
Das Refugio de Vida Silvestre Bosques Nublados de Udima ist ein nationales Schutzgebiet in Nordwest-Peru in der Region Cajamarca. Bosques nubliados heißt übersetzt „Nebelwälder“. Am 1. Februar 2010 wurde das 305,03 km² große Schutzgebiet Zona Reservada Udima gegründet; am 21. Juli 2011 wurde ein Teil davon in das neu gegründete Schutzgebiet Refugio de Vida Silvestre Bosques Nublados de Udima überführt. Verwaltet wird das Refugio von der staatlichen Naturschutz-Agentur Servicio Nacional de Areas Naturales Protegidas por el Estado (SERNANP). Das Areal besitzt eine Fläche von 121,83 km². Es entspricht der IUCN-Kategorie IV und damit einem Biotop- und Artenschutzgebiet. Das Refugio de Vida Silvestre Bosques Nublados de Udima dient der Erhaltung einer bewaldeten Bergregion in der peruanischen Westkordillere.

## Lage
Das Schutzgebiet befindet sich in einem relativ niedrigen Abschnitt der peruanischen Westkordillere, der an dieser Stelle das Amazonasbecken von der wüstenhaften Pazifikküste Nordwest-Perus trennt. Es ist in drei voneinander getrennte Teilgebiete (Sektoren) gegliedert. Diese befinden sich in den Distrikten Catache (Provinz Santa Cruz) und Calquís (Provinz San Miguel).
Im Folgenden die drei Teilgebiete:
- Sector Norte () – 22,59 km² groß; am südlichen Talhang des Río Chancay
- Sector Centro () – 74 ha groß; archäologische Fundstätte Poro Poro
- Sector Sur () – 98,5 km² groß; liegt im Süden in den Distrikten Catache und Calquís; der Westen wird über den Río Zaña, der Osten zum Río Chancay hin entwässert

## Ökosystem
Zur Vogelwelt im Schutzgebiet gehören der Lappenguan (Aburra aburri), der Schwarzkappenkotinga (Pipreola lubomirskii), der Bartguan (Penelope barbata), die Hummelelfe (Chaetocercus bombus), der Graukopf-Ameisenvogel (Myrmeciza griseiceps) und der Rosthals-Blattspäher (Syndactyla ruficollis). Außerdem kommen in dem Gebiet die Glasfrosch-Arten Cochranella euhystrix und Centrolene hesperium vor.